# ورخنیه آبسالیاموو
ورخنیه آبسالیاموو (انگلیسی: Verkhneye Absalyamovo) یک شهرک در شهرستان دووانسکی در استان باشقیرستان کشور روسیه است.